# Třída Conte di Cavour
Třída Conte di Cavour byla třída bitevních lodí italského královského námořnictva typu dreadnought. Celkem byly postaveny tři jednotky této třídy. Ve službě byly v letech 1915–1955. Účastnily se první a druhé světové války. Za první světové války byla jedna zničena sabotáží. Mezi válkami byly zbývající dvě komplexně modernizovány. Druhá byla potopena za druhé světové války a poslední po prohrané válce připadla Sovětskému svazu. Po několikaleté službě se potopila na mině.

## Pozadí vzniku

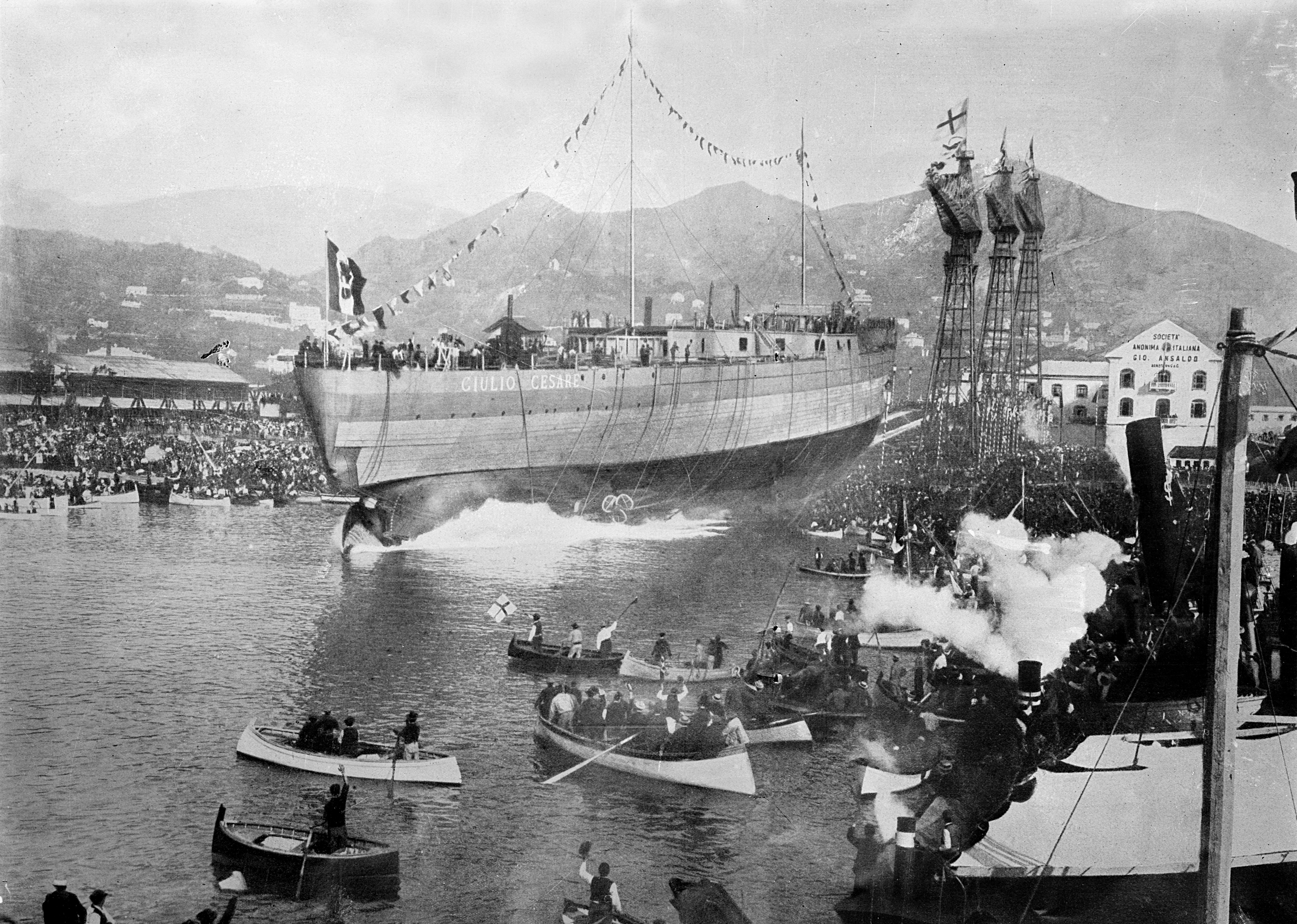
Spuštění Giulio Cesare

Do stavby dreadnoughtů, nové kategorie bitevních lodí, vzniklé nedlouho před první světovou válkou, se zapojila rovněž Itálie. Prvním plavidlem nové kategorie se stala bitevní loď Dante Alighieri, u které byla zavedena technická novinka v podobě třídělových věží. Na ní navázala stavba dalších tří plavidel třídy Conte di Cavour s větším výtlakem, zesílenou výzbrojí (byla přidána třídělová věž do středu trupu) a mírně nižší rychlostí. Naopak pohonný systém a pancéřování byly převzaty bez větších změn.
Jednotky třídy Conte di Cavour:
| Jméno             | Loděnice              | Založení kýlu     | Spuštěna       | Vstup do služby | Poznámka |
| ----------------- | --------------------- | ----------------- | -------------- | --------------- | --- |
| Conte di Cavour   | Arsenale di La Spezia | 10. srpna 1910    | 10. srpna 1911 | 1. dubna 1915   | Dne 11. listopadu 1940 potopena leteckým torpédem při útoku na Tarent. Vrak byl vyzdvižen s cílem provedení oprav a modernizace, což se nezdařilo. Po italské kapitulaci roku 1943 jej získali Němci a dne 15. února 1945 byl potopen při náletu na Terst. Po válce byl vrak vyzdvižen a do roku 1952 sešrotován. |
| Giulio Cesare     | Ansaldo, Genoa        | 26. června 1910   | 15. října 1911 | 14. května 1914 | Roku 1948 předána SSSR jako Novorossijsk. Dne 29. října 1955 se v Oděse potopila na mině. |
| Leonardo da Vinci | Odero, Sestri Ponente | 18. července 1910 | 14. října 1911 | 17. května 1914 | Dne 2. srpna 1916 zničena vnitřním výbuchem. |

## Konstrukce

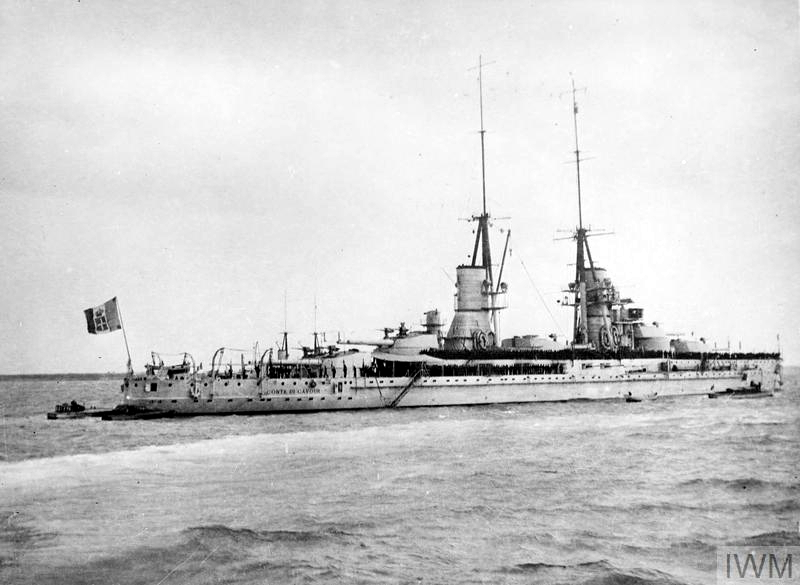
Původní podoba dreadnoughtu Conte di Cavour

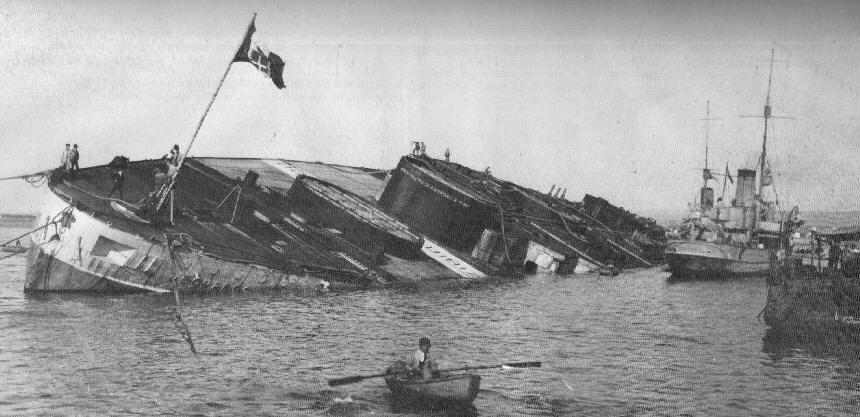
Potopený dreadnought Leonardo da Vinci

Konstrukce navazovala na předchozí třídu Dante Alighieri, ze které byl převzat pohonný systém a pancéřování. Hlavní výzbroj tvořilo třináct 305mm kanónů umístěných ve dvou dvoudělových a třech třídělových věžích. Osmnáct 120m kanónů sekundární ráže bylo umístěno v kasematech, lehkou výzbroj představovalo dvacet 76mm kanónů a lodě též nesly tři pevné torpédomety.

### Modernizace
Když byl na poválečné Washingtonské konferenci omezen výtlak italských bitevních lodí, země si ponechala ta nejmodernější plavidla, což zahrnovalo obě zbylé jednotky třídy Conte di Cavour a dvě jednotky třídy Andrea Doria (Leonardo da Vinci byla potopena za první světové války). V meziválečné době byla stavba nových lodí omezena a proto byly Conte di Cavour a Giulio Cesare několikrát výrazně modernizovány. Nejvýznamnější byla modernizace Conte di Cavour v letech 1933–1937 v Terstu. Giulio Cesare byla paralelně modernizována v Janově. Jejich trup byl na přídi prodloužen o 10 metrů a komíny byly posunuty více dopředu. Nový pohonný systém tvořilo osm kotlů Yarrow a dvě skupiny turbín Belluzzo, roztáčející nyní již jen dva lodní šrouby. Rychlost dosahovala 28 uzlů. Upraveno bylo pancéřování, přičemž ochranu trupu pod čárou ponoru posílila instalace deformačního válcového systému Pugliese. Změnilo se rovněž složení výzbroje. Prostřední dělová věž byla odstraněna a zbylých dvanáct děl bylo nahrazeno novými ráže 320 mm s dostřelem 28 260 m. Vnější věže měly po třech kanónech a vnitřní po dvou. Odstraněné kasematové kanóny nahradilo šest dvoudělových věží se 120mm kanóny ve středu trupu a osm 100mm kanónů ve dvoudělových věžích, stojících po stranách vnitřního páru hlavních dělových věží. Protiletadlovou výzbroj dále posilovaly 13,2mm kulomety.
Od roku 1925 plavidla nesla hydroplány Macchi M.18, startující pomocí katapultu. Ten byl odstraněn roku 1937. Před vypuknutím války byly kulomety nahrazeny dvanácti 20mm kanóny.

## Operační nasazení

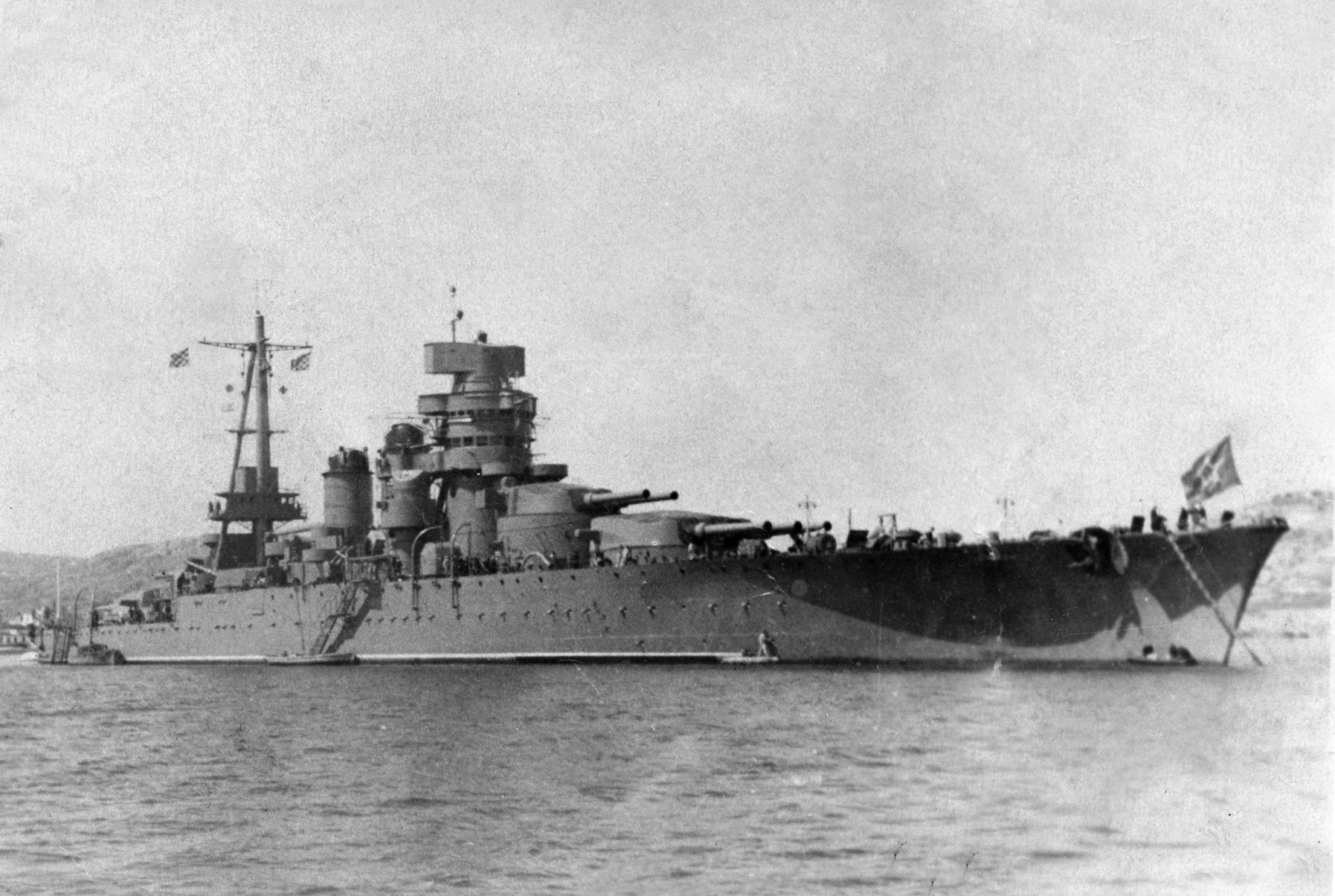
Giulio Cesare již jako sovětská bitevní loď Novorossijsk

Všechny tři jednotky byly v operační službě za první světové války, nebyly však prakticky bojově nasazeny, protože se italské velení obávalo jejich ztráty. K té však beztak došlo, protože dreadnought Leonardo da Vinci byl v Tarentu potopen výbuchem nálože, kterou rakousko-uherští agenti umístily do skladů munice. Po válce byl vrak sešrotován.
Obě jednotky se 9. července 1940 účastnily bitvy u Punta Stilo. Conte di Cavour byla 11. listopadu 1940 potopena leteckým torpédem během britského útoku na Tarent. Později byla vyzdvižena, ale do kapitulace Itálie již nebyla opravena. Po kapitulaci loď ukořistili Němci, nebyla opravena a v únoru 1945 vrak zničilo spojenecké letectvo. Na počátku 50. let byl vrak sešrotován. Bitevní loď Giulio Cesare válku přečkala a byla roku 1948 předána SSSR, které ho do sovětského námořnictva zařadilo jako Novorossijsk. Dne 29. října 1955 se loď potopila v Oděse, zřejmě po náhodném najetí na minu.